# بردیاش روسکی
بردیاش روسکی (انگلیسی: Berdyash Russky) یک شهرک در شهرستان زیلایرسکی استان باشقیرستان کشور روسیه است.